# Structură chimică

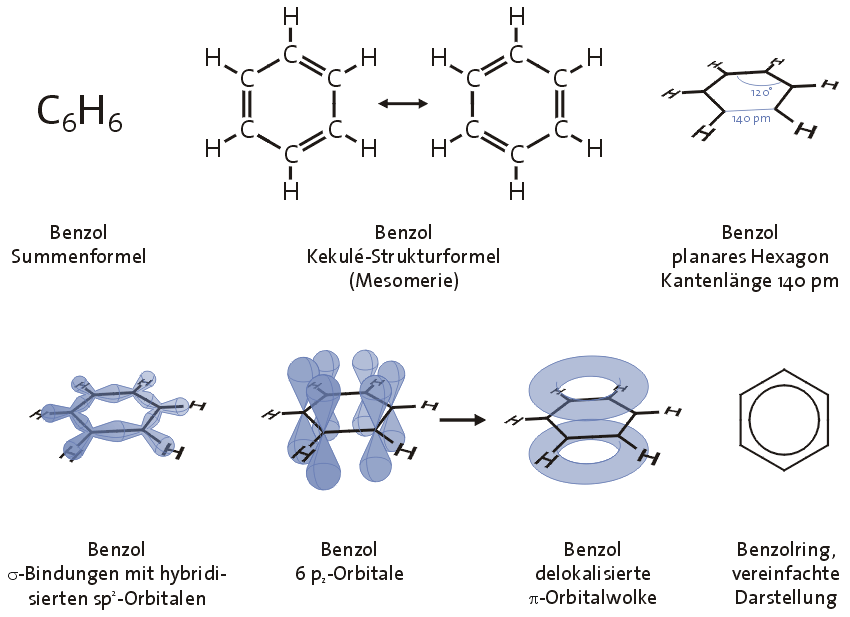
Formula ciclică a benzolului

Structura chimică reprezintă alcătuirea din elemente chimice unei molecule ce aparține de o substanță omogenă din punct de vedere chimic. Formula chimică ne furnizează de asemenea informații asupra raportului și felul de legătură dintre elementele chimice, care sunt reprezentate prin simboluri chimice.